# Condado de Randolph (Arkansas)
O Condado de Randolph é um dos 75 condados do estado americano do Arkansas. A sede do condado é Pocahontas.
O condado possui uma área de 1 699 km² (dos quais 10 km² estão cobertos por água), uma população de 18 195 habitantes, e uma densidade populacional de 5 hab/km² (segundo o censo nacional de 2000).
O condado foi fundado em 29 de outubro de 1835.